# Premio Hank Aaron

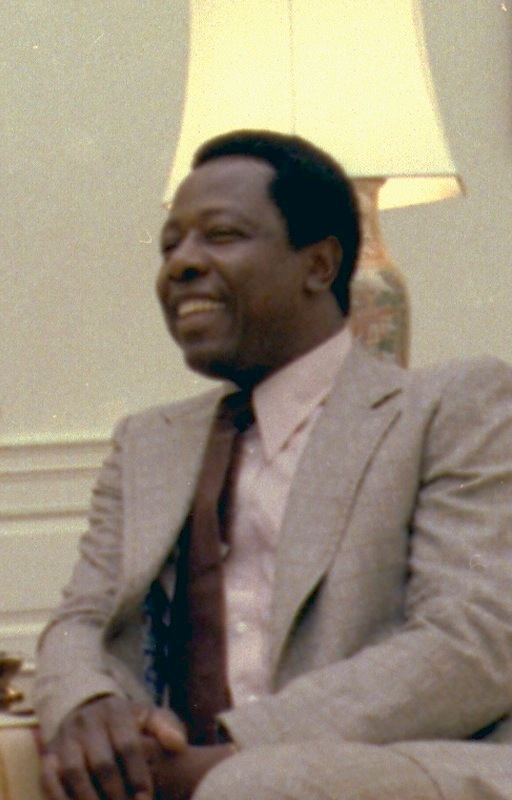
Hank Aaron, por quien se nombró el premio.

El Premio Hank Aaron se otorga anualmente a los jugadores de Grandes Ligas (MLB) seleccionados como el mejor bateador de cada liga, según lo votado por los fanáticos del béisbol y los miembros de los medios. Fue presentado en 1999 para conmemorar el 25 aniversario de Hank Aaron superando la marca histórica de Babe Ruth de 714 jonrones en toda su carrera. Representó el primer gran premio presentado por Major League Baseball en 19 años.
Para la temporada de 1999, se seleccionó un ganador usando un sistema de puntos objetivos. A las estadísticas como hits, jonrones (HR) y carreras impulsadas (RBI) se les asignó ciertos valores de puntos y el ganador fue el jugador que obtuvo el mayor total de puntos tabulados.
En 2000, el sistema fue cambiado a una votación en la que los locutores y analistas de cada equipo de MLB de la radio y la televisión votaban por tres jugadores en cada liga. El primer puesto de votación recibe cinco puntos, el segundo lugar recibe tres puntos, y el tercer lugar recibe un punto. A partir de 2003, los fanáticos tuvieron la oportunidad de votar a través del sitio web oficial de MLB, MLB.com. Los votos de los fanáticos representan el 30% de los puntos, mientras que los de los locutores y los analistas representan el 70% restante.
El premio se entrega cada año a los ganadores de ambas ligas antes del Juego 4 de la Serie Mundial, con el propio Aaron presentando los premios.
Los primeros ganadores del premio fueron Manny Ramírez y Sammy Sosa en 1999, mientras que los ganadores más recientes son José Altuve y Giancarlo Stanton. Álex Rodríguez ha ganado el premio cuatro veces, la mayor cantidad de cualquier jugador. El ganador con más hits es Todd Helton, quien ganó con los Rockies de Colorado en el 2000. El ganador con más jonrones es Barry Bonds desde 2001, y Manny Ramírez en 1999 tiene la mayor cantidad de carreras impulsadas.

## Acerca del premio
Creado en exclusiva para Major League Baseball por FineAwards.com (Hollywood, FL), el Premio Hank Aaron tiene una base de granito maritaca tallada y un grabado sutil del logotipo de Major League Baseball. El premio, que pesa 12 libras, se asienta sobre una pieza de madera de cerezo diseñada a medida.

## Clave
| Año         | Correspondiente a la temporada de Grandes Ligas                                            |
| Jugador (X) | Denota al jugador ganador y el número de veces que ha recibido el premio hasta ese momento |
| HR          | Jonrones                                                                                   |
| RBI         | Carreras impulsadas                                                                        |

## Ganadores

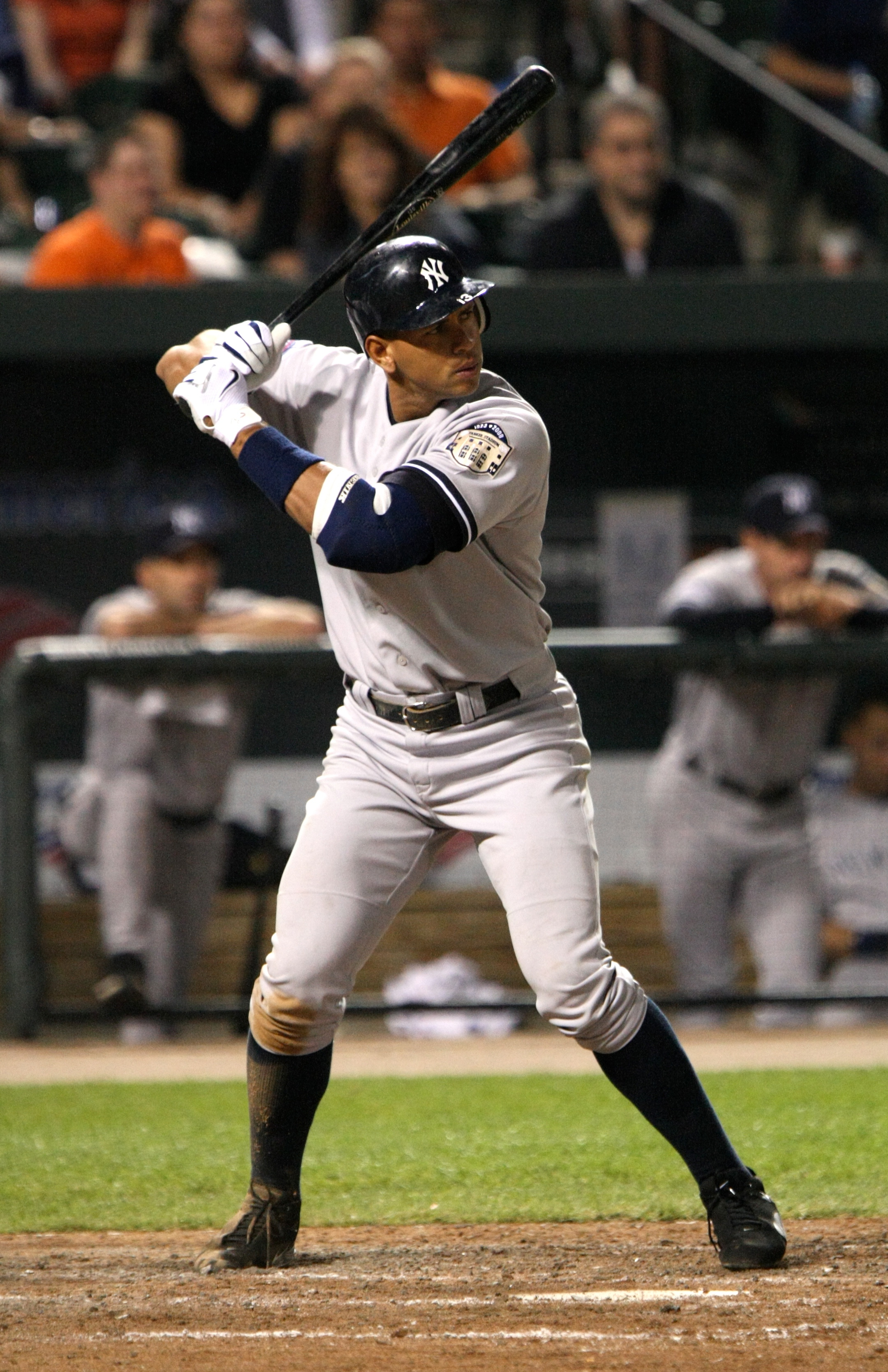
Álex Rodríguez ganó el premio cuatro veces.

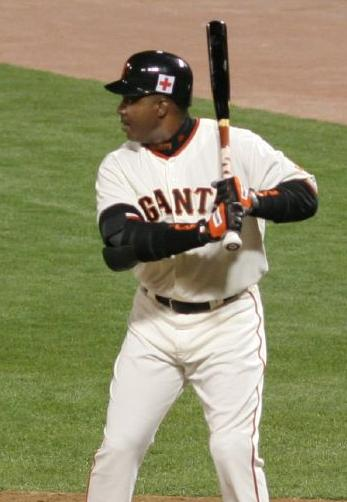
Barry Bonds ganó el premio tres veces.

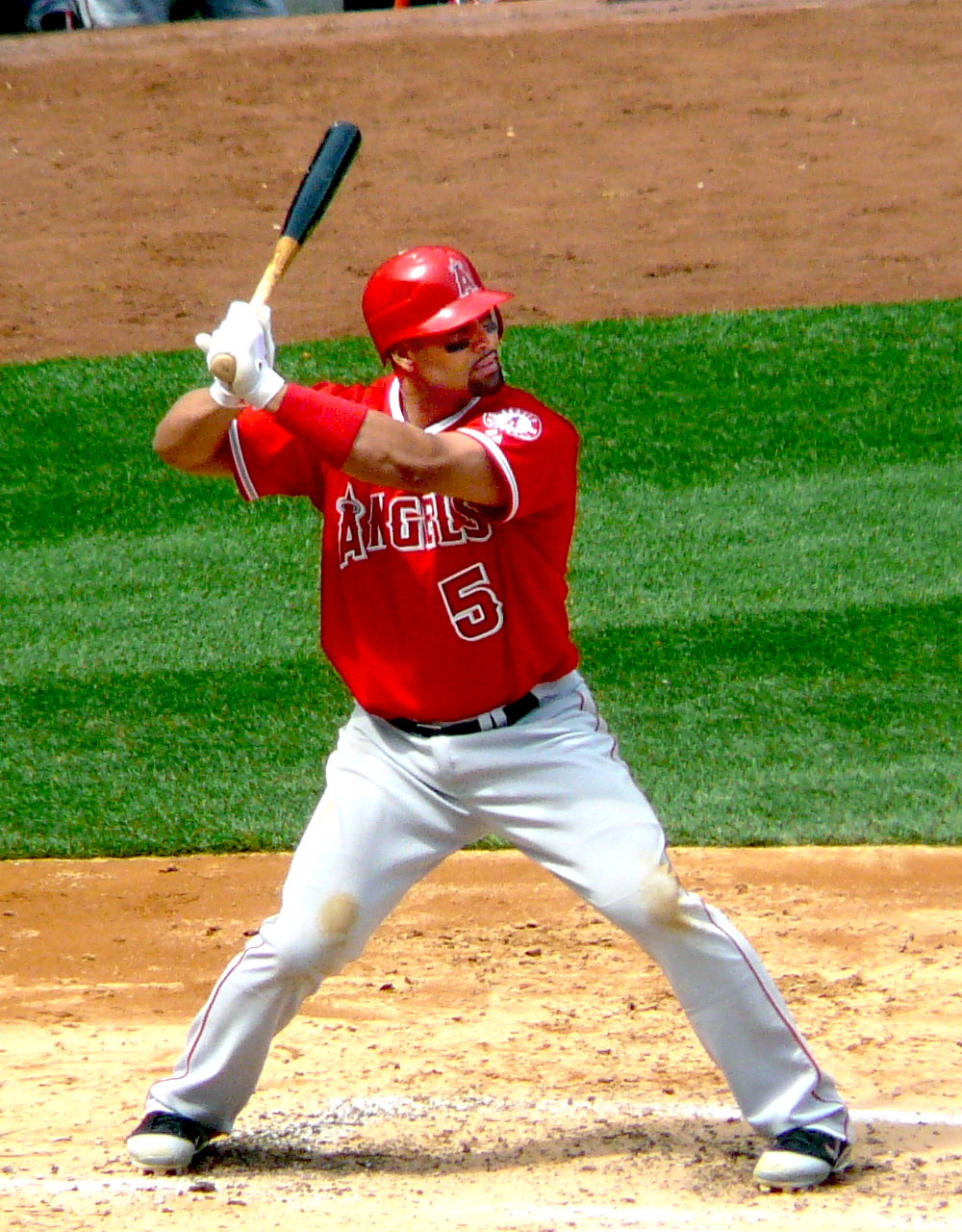
Albert Pujols ha ganado el premio dos veces.

| Año  | Liga      | Jugador               | Equipo                        | Hits | HR | RBI |
| ---- | --------- | --------------------- | ----------------------------- | ---- | -- | --- |
| 1999 | Americana | Manny Ramirez         | Cleveland Indians             | 174  | 44 | 165 |
| 1999 | Nacional  | Sammy Sosa            | Chicago Cubs                  | 180  | 63 | 141 |
| 2000 | Americana | Carlos Delgado        | Toronto Blue Jays             | 196  | 41 | 137 |
| 2000 | Nacional  | Todd Helton           | Colorado Rockies              | 216  | 42 | 147 |
| 2001 | Americana | Alex Rodriguez        | Texas Rangers                 | 201  | 52 | 135 |
| 2001 | Nacional  | Barry Bonds           | San Francisco Giants          | 156  | 73 | 137 |
| 2002 | Americana | Alex Rodriguez (2)    | Texas Rangers (2)             | 187  | 57 | 142 |
| 2002 | Nacional  | Barry Bonds (2)       | San Francisco Giants (2)      | 149  | 46 | 110 |
| 2003 | Americana | Alex Rodriguez (3)    | Texas Rangers (3)             | 181  | 47 | 118 |
| 2003 | Nacional  | Albert Pujols         | St. Louis Cardinals           | 212  | 43 | 124 |
| 2004 | Americana | Manny Ramirez (2)     | Boston Red Sox                | 175  | 43 | 130 |
| 2004 | Nacional  | Barry Bonds (3)       | San Francisco Giants (3)      | 135  | 45 | 101 |
| 2005 | Americana | David Ortiz           | Boston Red Sox (2)            | 180  | 47 | 148 |
| 2005 | Nacional  | Andruw Jones          | Atlanta Braves                | 154  | 51 | 128 |
| 2006 | Americana | Derek Jeter           | New York Yankees              | 214  | 14 | 97  |
| 2006 | Nacional  | Ryan Howard           | Philadelphia Phillies         | 182  | 58 | 149 |
| 2007 | Americana | Alex Rodriguez (4)    | New York Yankees (2)          | 183  | 54 | 156 |
| 2007 | Nacional  | Prince Fielder        | Milwaukee Brewers             | 165  | 50 | 119 |
| 2008 | Americana | Kevin Youkilis        | Boston Red Sox (3)            | 168  | 29 | 115 |
| 2008 | Nacional  | Aramis Ramírez        | Chicago Cubs (2)              | 160  | 27 | 111 |
| 2009 | Americana | Derek Jeter (2)       | New York Yankees (3)          | 212  | 18 | 66  |
| 2009 | Nacional  | Albert Pujols (2)     | St. Louis Cardinals (2)       | 186  | 47 | 135 |
| 2010 | Americana | José Bautista         | Toronto Blue Jays (2)         | 148  | 54 | 124 |
| 2010 | Nacional  | Joey Votto            | Cincinnati Reds               | 177  | 37 | 113 |
| 2011 | Americana | José Bautista (2)     | Toronto Blue Jays (3)         | 155  | 43 | 103 |
| 2011 | Nacional  | Matt Kemp             | Los Angeles Dodgers           | 195  | 39 | 126 |
| 2012 | Americana | Miguel Cabrera        | Detroit Tigers                | 205  | 44 | 139 |
| 2012 | Nacional  | Buster Posey          | San Francisco Giants (4)      | 178  | 24 | 103 |
| 2013 | Americana | Miguel Cabrera (2)    | Detroit Tigers (2)            | 193  | 44 | 137 |
| 2013 | Nacional  | Paul Goldschmidt      | Arizona Diamondbacks          | 182  | 36 | 125 |
| 2014 | Americana | Mike Trout            | Los Angeles Angels of Anaheim | 173  | 36 | 111 |
| 2014 | Nacional  | Giancarlo Stanton     | Miami Marlins                 | 155  | 37 | 105 |
| 2015 | Americana | Josh Donaldson        | Toronto Blue Jays (4)         | 184  | 41 | 123 |
| 2015 | Nacional  | Bryce Harper          | Washington Nationals          | 172  | 42 | 99  |
| 2016 | Americana | David Ortiz (2)       | Boston Red Sox (4)            | 169  | 38 | 127 |
| 2016 | Nacional  | Kris Bryant           | Chicago Cubs (3)              | 176  | 39 | 102 |
| 2017 | Americana | Jose Altuve           | Houston Astros                | 204  | 24 | 81  |
| 2017 | Nacional  | Giancarlo Stanton (2) | Miami Marlins (2)             | 168  | 59 | 132 |
| 2018 | Americana | J.D. Martínez         | Boston Red Sox                | 188  | 43 | 130 |
| 2018 | Nacional  | Christian Yelich      | Milwaukee Brewers             | 187  | 36 | 110 |
| 2019 | Americana | Mike Trout (2)        | Anaheim Angels                | 137  | 45 | 104 |
| 2019 | Nacional  | Christian Yelich (2)  | Milwaukee Brewers             | 161  | 44 | 97  |
| 2020 | Americana | José Dariel Abreu     | Chicago White Sox             | 76   | 19 | 60  |
| 2020 | Nacional  | Freddie Freeman       | Atlanta Braves                | 73   | 13 | 53  |
| 2021 | Americana | Vladimir Guerrero Jr. | Toronto Blue Jays             | 188  | 48 | 111 |
| 2021 | Nacional  | Bryce Harper          | Philadelphia Phillies         | 151  | 35 | 84  |
| 2022 | Americana | Aaron Judge           | New York Yankees              | 177  | 62 | 131 |
| 2022 | Nacional  | Paul Goldschmidt (2)  | St. Louis Cardinals           | 178  | 35 | 115 |
| 2023 | Americana | Shohei Ohtani         | Los Angeles Angels            | 151  | 44 | 95  |
| 2023 | Nacional  | Ronald Acuña Jr.      | Atlanta Braves                | 217  | 41 | 106 |
| 2024 | Americana | Aaron Judge (2)       | New York Yankees              | 180  | 58 | 144 |
| 2024 | Nacional  | Shohei Ohtani (2)     | Los Angeles Dodgers           | 197  | 54 | 130 |